# 衛武營國際音樂節
衛武營國際音樂節（英語：Weiwuying International Music Festival）為衛武營國家藝術文化中心主辦的音樂節慶，從2022年開始舉辦。
衛武營國際音樂節是由衛武營三大藝術平台之一衛武營TIFA當代音樂平台轉型而成，於每年四月演出，並延續衛武營TIFA當代音樂平台國際交流的音樂節。該音樂節除了音樂節目演出，也有電影播映、創意學習工作坊與講座。

## 歷史沿革
- 首屆衛武營國際音樂節於2022年4月舉行，音樂總監是韓裔當代古典音樂作曲家陳銀淑[7][8]。本屆音樂節除了延續當代音樂為基調，並規劃東西方音樂與古典音樂為主要呈現，並加入跨文化的连接[9][10][11]。
- 第二屆衛武營國際音樂節於2023年4月舉辦，作曲家陳銀淑再次擔任音樂總監[12]。其中，《音樂揭秘：華格納的崔斯坦效應》[13]是第二次與美國芝加哥交響樂團 的「音樂揭秘」系列的合作製作，該音樂會穿插真人演員，演出全劇創作背景與情節，加上燈光、投影等多媒體輔助，結合現場交響樂團與說書人解說，有別於傳統音樂會形式。[14][15][16][17][18][19]